# La Jarrie
La Jarne là một xã trong tỉnh Charente-Maritime trong vùng Nouvelle-Aquitaine tây nam nước Pháp. Xã này nằm ở khu vực có độ cao trung bình 10 mét trên mực nước biển.
It is not far from the city of La Rochelle.

## Lịch sử dân số
| Năm  | Dân số | Mật độ  | Phần trăm của tổng |
| ---- | ------ | ------- | ------------------ |
| 1962 | 579    | -       | -                  |
| 1968 | 679    | -       | -                  |
| 1975 | 973    | -       | -                  |
| 1982 | 1,557  | -       | -                  |
| 1990 | 1,633  | -       | -                  |
| 1999 | 2,054  | 243/km² | 11.1%              |